# Cortez (Colorado)
Cortez é uma cidade localizada no estado americano do Colorado, no Condado de Montezuma.

## Geografia
De acordo com o United States Census Bureau tem uma área de 14,3 km², dos quais 14,2 km² cobertos por terra e 0,1 km² cobertos por água. Cortez localiza-se a aproximadamente 1887 m acima do nível do mar.

### Localidades na vizinhança
O diagrama seguinte representa as localidades num raio de 56 km ao redor de Cortez.

## Demografia
Segundo o censo americano de 2000, a sua população era de 7977 habitantes.
Em 2006, foi estimada uma população de 8448, um aumento de 471 (5.9%).

## Lista de marcos
A relação a seguir lista as entradas do Registro Nacional de Lugares Históricos em Cortez.
- Cannonball Ruins
- Cortez High School
- Ertel Funeral Home
- Hovenweep National Monument
- Indian Camp Ranch Archeological District
- Mitchell Springs Archeological Site
- Montezuma Valley Irrigation Company Flume No. 6
- Montezuma Valley National Bank and Store Building
- Mud Springs Pueblo
- Parque Nacional de Mesa Verde
- Roy's Ruin
- Sand Canyon Archaeological District
- Wallace Ruin
- Yucca House National Monument